# Поломошне (Поспєлихинський район)
Поломо́шне (рос. Поломошное) — село у складі Поспєлихинського району Алтайського краю, Росія. Входить до складу Красноярської сільської ради.

## Населення
Населення — 143 особи (2010; 173 у 2002).
Національний склад (станом на 2002 рік):
- росіяни — 96 %